# Johann Heinrich Meyer (Verleger)
Johann Heinrich Meyer (* 2. März 1812 in Braunschweig; † 4. November 1863 ebenda; eigentlich Heinrich Meyer) war ein deutscher Buchdrucker und Verleger.

## Herkunft
Heinrich Meyer stammte aus einer alten Buchdruckerfamilie, die bereits seit 1610 in Lemgo tätig gewesen war. Sein Ururgroßvater Heinrich Wilhelm Meyer war 1707 nach Braunschweig gezogen und hatte hier 1716 die Druckerei von Christoph Friedrich Zilliger übernommen. Heinrich war der älteste Sohn von Johann Heinrich Meyer (1768–1827) und Dorothea Elisabeth geb. Pfeiffer († 1862), der Tochter eines Glasermeisters.

## Leben und Wirken
Der Schulbesuch am Braunschweiger Katharineum begeisterte Heinrich für die Wissenschaften, doch der frühe Tod seines Vaters verhinderte ein geplantes Studium. Unter der Leitung seiner Mutter trat er in die väterliche Buchdruckerei ein, entwickelte hohe Ansprüche an die Typographie und erweiterte seine Kenntnisse durch Fachliteratur und Besichtigungsreisen zu Druckereien, Maschinenwerkstätten und Bibliotheken in Deutschland, den Niederlanden, Frankreich und Dänemark. 1834 gründete er das Journal für Buchdruckerkunst, dessen Herausgeber er bis an sein Lebensende blieb. Am 27. Oktober 1838 erhielt Meyer auf Grund seiner Schriften und Leistungen auf typographischem Gebiet von der philosophischen Fakultät der Universität Jena den Doktorgrad.
Weil er sich mit seiner Mutter nicht über die Geschäftsführung einigen konnte, gründete Heinrich um 1838 eine Schrift- und Stereotypengießerei und 1841 mit seinem Bruder Hermann in derselben Straße wie das väterliche Geschäft die Buchdruckerei Gebrüder Meyer, die er 1843 um eine Gravieranstalt erweiterte. 1848 übergab seine Mutter den Brüdern auch den väterlichen Betrieb. Der 1840 erhaltene Titel „Hofbuchdruckerei“ wurde ihm 1852 wieder aberkannt, vermutlich wegen des Drucks demokratischer Schriften.
Nach dem Tod seines Bruders Hermann am 8. Dezember 1860 führte Heinrich das Unternehmen unter dem Namen seines Vaters alleine weiter. Nach einem langen Nervenleiden erlitt er jedoch im September 1863 zusätzlich eine Lungen- und Nierenerkrankung, der er am 4. November erlag.

## Familie und Nachfolge
Heinrich Meyer heiratete in erster Ehe am 27. September 1843 Luise Dangers, die Tochter eines Oberamtmanns in Jerxheim, und nach deren Tod (10. April 1858) in zweiter Ehe 1860 die Kaufmannswitwe Marie Nickel geb. Mellin, die ihn lange Jahre überlebte. 
Das Geschäft wurde erst unter Vormundschaft weitergeführt, bis sein ältester Sohn Stephan (* 2. Januar 1845) volljährig war und das Geschäft übernahm. Er erweiterte das Journal für Buchdruckerkunst nochmals, trat es am 1. Oktober 1881 aber an Ferd. Schlotke in Hamburg ab und zog sich 1892 ganz vom Geschäftsleben zurück. Die Firma „Joh. Heinr. Meyer“ wurde an Heinrich Kleucker aus Hildesheim übertragen und wechselte seither mehrfach den Besitzer.
Das Druck- und Verlagshaus Joh. Heinr. Meyer existiert noch heute in Braunschweig. Neben dem Braunschweiger Adressbuch verlegt das Unternehmen heute vorwiegend Literatur mit regionalem Bezug. Daneben werden Prospekte und Fachzeitschriften gedruckt.

## Werke
Mit 22 Jahren begründete Meyer das Journal für Buchdruckerkunst, Schriftgießerei und die verwandten Fächer, das bald zum Organ der ganzen Branche wurde. Es erschien ab dem 1. Juli 1834 monatlich, ab 1845 zweimal monatlich und ab 1860 wöchentlich.
Fachbücher aus seinem Sortiment waren:
- Handbuch der Stereotypie, 1838
- Gutenberg’s-Album, 1840 – eine Musterleistung der Zeit vor allem in typographischer Hinsicht, veröffentlicht bei Vieweg & Sohn
- Adreßbuch der Buchdruckereien von Mitteleuropa, der Stein-, Kupfer- und Stahlstichdruckereien usw., 1854

Das von seinem Vater 1805 begründete Braunschweigische Adreßbuch entwickelte er allmählich zu einem Staatshandbuch weiter.